# 高島通り
高島通り（たかしまどおり）は、東京都板橋区内を横断する東京都道の一般名称である。
西台駅付近にある西台駅南交差点で切り替わる。

## 概要
元々は三園浄水場前交差点までが高島通りであったが、現在の道路標識では三園二丁目交差点 - 三園浄水場前交差点間は笹目通りとなっている。
主に、国道17号の中山道と新大宮バイパスを相互に連絡する幹線道路として機能している。中山道の戸田橋以北（厳密には、埼玉県戸田市川岸3丁目交差点（埼玉県道68号・オリンピック通り交点）-埼玉県さいたま市北区東大成交差点間がさいたま新都心付近の一部区間を除き片側1車線になるため、東京 - 埼玉・群馬間を移動する車が、時間短縮と渋滞回避のために新大宮バイパスと合わせて利用することが多いようである。
志村坂下交差点からこの道路を経て笹目通り、東京都道311号環状八号線（環八通りの井荻トンネル以南）と、カーブを除く右左折無しの一本の道で繋がっている（遠くは羽田空港まで至る）。環八通りに未通部分があった頃は、笹目通りと同様に東京23区南西部と北部を結ぶ役割を補完していた。
- 東京都道446号長後赤塚線（志村坂下交差点-西台駅南交差点）
- 東京都道447号赤羽西台線（西台駅南交差点-三園二丁目交差点）

## 交差する道路
- 国道17号（中山道）：志村坂下交差点
- 国道17号（新大宮バイパス）、東京都道447号赤羽西台線（笹目通り）：三園二丁目交差点